# آبدزدک استرالیایی
آبدزدک استرالیایی (نام علمی: Gryllotalpa australis) نام یک گونه از سرده آبدزدک‌ها از خانواده آبدزدکان است.